# 조시 곤잘레스 곤잘레스
조시 곤잘레스 곤잘레스(Jose Gonzales-Gonzales, 1922년 12월 7일 ~ 2000년 12월 15일)는 미국의 영화배우, 텔레비전 배우이다.

## 영화
- 총알 탄 사나이 2 (1991년)
- 허비 - 흥분하다 (1980년)
- 크로노스 (1957년)